# Хоровиц, Ницан
Ница́н Хо́ровиц (род. 24 февраля 1965 года, Ришон-ле-Цион, Израиль) — израильский журналист, международный аналитик, документальный режиссёр и политик.
Член кнессета, министр здравоохранения в 36 правительстве Израиля, лидер партии «Мерец» в 2019—2022 годах.
В течение двух каденций был членом кнессета от партии Мерец. Ведет колонку в газете «Гаарец», комментатор 10-го израильского канала, ведет еженедельную передачу на Галей Цахаль.
В 2013 году был кандидатом в мэры Тель-Авива, но проиграл, набрав 40 % голосов. Партия Мерец, лидером которой он был, стала наибольшей партией в местном совете Тель-Авива.
В 2009 году основал движение Свободный Израиль за плюрализм и против религиозного диктата; в 2018 года является её председателем на добровольных началах. В течение многих лет был в правлении ассоциации за права человека, работал в экологических организациях. Получил премию «Прат» за журналистскую работу в области экологии.
По образованию — адвокат. Является открытым гомосексуалом. Проживает в Тель-Авиве со своим партнёром.